# Fiat CANSA F.C.20
Il Fiat CANSA F.C.20 era un aereo d'attacco multiruolo italiano progettato durante la seconda guerra mondiale dall'ingegnere Giacomo Mosso. Il primo volo avvenne a Cameri nell'aprile del 1941. Progettato inizialmente come ricognitore, venne poi trasformato in assaltatore pesante multiruolo, ma non fu giudicato soddisfacente per nessuno dei compiti per i quali era stato progettato. Anche se dotato di un profilo filante, fu sempre affetto da rilevanti problemi quali scarsa manovrabilità, instabilità e scarsa potenza dei motori.

## Storia
L'F.C.20 venne progettato nel 1940 da Giacomo Mosso, ingegnere della Cansa, una società del gruppo Fiat.

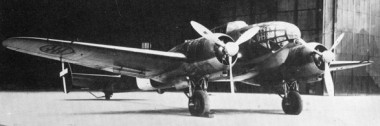
Primo prototipo di F.C.20

Il prototipo, registrato MM.403, compì il suo primo volo il 12 aprile 1941 dall'aeroporto di Cameri, dove aveva sede la Cansa. Dopo che la Regia Aeronautica comunicò che l'aereo non soddisfaceva nessun requisito, nel 1942 venne presentato l'F.C.20bis, una versione da attacco al suolo concepita per essere utilizzata contro veicoli blindati e per questo equipaggiata con un cannone Breda 37/54 da 37 mm installato nella parte inferiore del muso. Tra marzo e aprile 1943 il prototipo di F.C.20bis effettuò delle prove presso il 22º Gruppo autonomo caccia terrestre dove venne testato come intercettore, producendo scarsi risultati a causa della scarsa potenza dei motori e della bassa manovrabilità.
Nel 1943 il primo prototipo venne convertito in aereo da attacco, denominato F.C.20ter, aggiungendogli un cannone da 37 mm nel muso vetrato e due SAFAT da 12,7 mm nelle ali e dotandolo di due più potenti Fiat A.80 e di aerofreni. Una quarta versione, l'F.C.20quater, fu derivata dall'F.C.20bis sostituendo le due mitragliatrici alari con due cannoni Mauser MG 151/20 da 20 mm e dotandolo di due motori Daimler-Benz DB 601; questa versione non venne completata a causa della firma dell'armistizio e il progetto venne abbandonato. Nel luglio 1943 tre esemplari vennero consegnati alla 173ª Squadriglia Ricognizione Strategica Terrestre stanziata sull'aeroporto di Furbara ma non videro mai alcun impiego operativo. Due F.C.20bis furono catturati dalla Luftwaffe ma non è noto il loro utilizzo.

## Tecnica

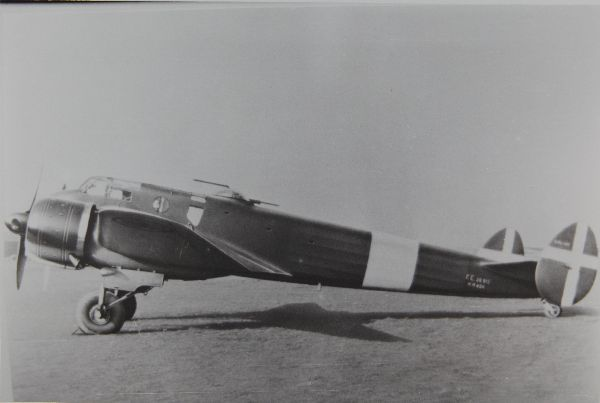
Vista laterale di un F.C.20bis

L'F.C.20 era un monoplano compatto ad ala media con struttura e copertura interamente in metallo ad eccezione di alettoni, timone, equilibratori e della sezione di fusoliera posta dietro ai piani di coda, sui quali era installato un impennaggio bideriva. L'angolo di freccia era quasi nullo, le estremità alari erano arrotondate e sul bordo di uscita erano installati flap che si estendevano dalla radice alare ai motori. Il carrello principale si ritraeva all'indietro nelle carenature dei motori mentre il ruotino di coda si ritraeva nella coda dell'aereo. Era motorizzato da due affidabili ma poco potenti Fiat A.74 RC.38 da 840 CV, gli stessi del famoso caccia biplano Fiat C.R.42; nelle versioni F.C.20ter e F.C.20quater vennero impiegati rispettivamente due Fiat A.80 RC.41 da 1 000 CV e due Daimler-Benz DB 601 da 1 250 CV.
La versione da esplorazione possedeva un muso vetrato, mentre quella d'attacco, dotata di un cannone da 37 mm e 3 mitragliatrici da 12,7 mm, delle quali due in prossimità delle radici alari e una nella torretta dorsale, possedeva una punta solida e maggiormente protetta. L'aereo poteva trasportare due bombe da 160, 125 o 100 kg sotto le ali e fino a 126 bombe da 2 kg in stiva.

## Versioni

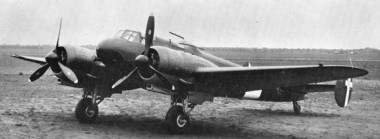
F.C.20bis

- F.C.20: primo prototipo, riconoscibile dal muso vetrato allungato e con una mitragliatrice SAFAT da 12,7 mm posizionata dietro alla cabina;
- F.C.20bis: versione da attacco al suolo con torretta dorsale, un cannone da 37 mm nella parte inferiore del muso, due SAFAT da 12,7 mm sulle ali e una nella torretta;
- F.C.20ter: F.C.20 con due Fiat A.80 RC.41 da 1 000 CV un cannone da 37 mm a canna lunga e due SAFAT da 12,7 mm alari;
- F.C.20quater: F.C.20bis con due Daimler-Benz DB 601 da 1 250 CV e due cannoni MG 151/20 da 20 mm in sostituzione delle mitragliatrici alari.

## Utilizzatori
Germania
- Luftwaffe

2 F.C.20bis catturati dopo l'armistizio di cui è ignota la sorte.
 Italia
- Regia Aeronautica

### Altre pubblicazioni
- Enzo Angelucci, Paolo Matricardi, Fiat CANSA FC.20, in Guida agli Aeroplani di tutto il Mondo, vol. 3, Milano, Arnoldo Mondadori Editore, 1979,  p. 220.
- Giorgio Apostolo, CANSA FC.20/FC.20 bis, in Guida agli Aeroplani d'Italia dalle origini ad oggi, Milano, Arnoldo Mondadori Editore, 1981,  p. 241.
- Emilio Brotzu, Gherardo Cosolo (a cura di), Dimensione Cielo, Aerei Italiani nella 2ª Guerra Mondiale Vol.2, Caccia-Assalto Vol.2, Roma, Edizioni dell'Ateneo & Bizzarri,  pp. 65-70.